# Соченко, Макар Степанович
Макар Степанович Соченко (1917 — 16 апреля 1944) — командир сапёрного взвода 985-го стрелкового полка, младший лейтенант. Герой Советского Союза.

## Биография
Родился в 1917 году в селе Георгиевка, Октябрьского района Амурской области, в крестьянской семье. Окончил 7 классов. Работал в колхозе механизатором.
В 1938—1940 годах проходил службу в Красной Армии. В июне 1941 года был вновь призван в армию.
С 1942 года участвовал в боях с захватчиками на Западном фронте. В составе 129-й отдельной стрелковой бригады принимал участие в Ржевско-Сычёвской операции. За разминирование, организацию переправ и строительство наблюдательных пунктов под огнём противника награждён медалью «За отвагу».17 августа 1942 года на переправе через реку Яуза у села Подвязье Смоленской области был тяжело ранен, а домой ушла похоронка. После госпиталя был направлен на курсы младших лейтенантов, стал офицером.
С января 1943 года воевал в составе 266-й стрелковой дивизии на Центральном фронте. Был командиром сапёрного взвода 985-го стрелкового полка. Особо отличился при форсировании реки Днепр.
В ночь с 26 сентября 1943 года младший лейтенант Соченко с группой из 5 бойцов переправился через реку Днепр в районе села Толокунская Рудня. Бойцы бесшумно уничтожили боевое охранение противника — 15 противников. По его сигналу подразделения полка успешно форсировали водную преграду и захватили плацдарм.
Указом Президиума Верховного Совета СССР от 17 октября 1943 года за успешное форсирование реки Днепр севернее Киева, прочное закрепление плацдарма на западном берегу реки Днепр и проявленные при этом отвагу и геройство младшему лейтенанту Соченко Макару Степановичу присвоено звание Героя Советского Союза с вручением ордена Ленина и медали «Золотая Звезда».
В дальнейшем участвовал в боях за освобождение Правобережной Украины. Погиб в бою 16 апреля 1944 года. Был похоронен на месте боя. В 1956 году перезахоронен в индивидуальной могиле на мемориале в центре города Городенка Ивано-Франковской области.
Его имя носит средняя школа в селе Короли Октябрьского района Амурской области. В посёлке Екатеринославка того же района установлена стела.
Награждён орденом Ленина, медалью «За отвагу».